# West Point (Georgia)
West Point – miasto w Stanach Zjednoczonych, w stanie Georgia, w hrabstwie Harris.